# Lesce
Lesce su naselje u slovenskoj Općini Radovljici. Lesce se nalaze u pokrajini Gorenjskoj i statističkoj regiji Gorenjskoj. 

## Stanovništvo
Prema popisu stanovništva iz 2002. godine naselje je imalo 2,778 stanovnika.